# Shin’ichi Yumoto
Shin’ichi Yumoto (jap. 湯元 進一, Yumoto Shin’ichi; * 4. Dezember 1984 in Wakayama, Präfektur Wakayama) ist ein japanischer Ringer. Er gewann bei den Olympischen Spielen 2012 in London eine Bronzemedaille im freien Stil im Bantamgewicht.

## Werdegang
Shin’ichi Yumoto, dessen Zwillingsbruder Ken’ichi ebenfalls ein erfolgreicher Ringer ist, begann als Jugendlicher 1994 mit dem Ringen. Er konzentriert sich dabei auf den freien Stil. Er besuchte zunächst die Takushoku-Universität, ist aber jetzt Angehöriger der japanischen Selbstverteidigungsstreitkräfte und gehört deren Ringerclub in der Präfektur Saitama an. Seine Trainer waren bzw. sind Hajime Wakui und Hiromichi Itō. Der 1,64 Meter große Athlet ringt im Bantamgewicht, der Gewichtsklasse bis 55 kg, während sein Bruder Kenichi im Federgewicht (bis 60 kg) startet.
Shin’ichi Yumoto trat als Junior auf der Ringermatte noch nicht besonders in Erscheinung. Seine erste gute Platzierung bei einer wichtigen Meisterschaft stammt aus dem Jahre 2006, wo er bei der japanischen Studentenmeisterschaft im Bantamgewicht hinter Kōhei Hasegawa und vor Yasuhiro Inaba den 2. Platz belegte. 2007 kam er bei der japanischen Meisterschaft hinter Tomohiro Matsunaga und Hideki Taoka auf den 3. Platz. 2008 gewann er dann seinen ersten japanischen Meistertitel, wobei er im Finale Yasuhiro Inabe besiegte.
2009 wurde er bei der Weltmeisterschaft in Herning/Dänemark eingesetzt. Er kam dort zu einem Sieg über John Pineda aus Kanada, verlor aber dann gegen Riswan Gadschijew aus Belarus. Da dieser das Finale nicht erreichte, schied er aus und kam nur auf den 13. Platz. Bei der japanischen Meisterschaft 2009, die nach der Weltmeisterschaft stattfand, enttäuschte er. Er verlor schon im Viertelfinal gegen Fumikata Morishita und kam deshalb nur auf den 5. Platz.
2010 wurde Shin’ichi Yumoto in New Delhi vor Nasibulla Kurbanow aus Usbekistan, Lee Woo-joo, Südkorea und Yang Kyong Il, Nordkorea Asienmeister. Das war der erste internationale Meistertitel, den er gewann. Im Dezember 2010 gewann er auch seinen zweiten japanischen Meistertitel. Dabei ließ er Tomohiro Matsunage, Yasuhiro Inaba und Yasuhiro Morita hinter sich.
Im Jahre 2011 absolvierte er in Istanbul seinen zweiten Start bei einer Weltmeisterschaft. Er siegte dort über Juri Ledenew, Ukraine, Ahmet Peker, Türkei und Bajaraagiin Naranbaatar, Mongolei, verlor aber dann gegen Nicholas Simmons aus den Vereinigten Staaten und landete auf dem 8. Platz.
Im März 2012 erkämpfte er sich durch einen 2. Platz beim Qualifikations-Turnier in Astana hinter dem Inder Amit Kumar einen Startplatz bei den Olympischen Spielen in London. In London kam er zu Siegen über Kim Jin-cheol, Südkorea und Mihran Jaburjan, Armenien, dann verlor er gegen Wladimer Chintschegaschwili aus Georgien, erkämpfte sich aber mit einem Sieg in der Trostrunde über den ehemaligen Weltmeister Radoslaw Welikow aus Bulgarien eine olympische Bronzemedaille.

## Internationale Erfolge
| Jahr | Platz  | Wettbewerb                                                | Gewichtsklasse | Ergebnisse |
| 2007 | 1.     | Dan Kolow-Nikola Petrow-Memorial in Sofia                 | Bantam         | vor Labasan Askerbijew, Russland und Siawusch Nawkonow, Tadschikistan |
| 2009 | 3.     | Dan Kolow-Nikola Petrow-Memorial in Warna                 | Bantam         | hinter Yasuhiro Inaba, Japan und John Pineda, Kanada |
| 2009 | 13.    | WM in Herning/Dänemark                                    | Bantam         | nach einem Sieg über John Pineda und einer Niederlage gegen Riswan Gadschijew, Belarus                                                                                               |
| 2010 | 1.     | "Davd-Schultz"-Memorial International in Colorado Springs | Bantam         | vor Kim Hyo-sub, Südkorea und Danny Felix, USA |
| 2010 | 1.     | Asienmeisterschaft in New Delhi                           | Bantam         | vor Nasibulla Kurbanow, Usbekistan, Lee Woo-joo, Südkorea und Yang Kyong Il, Nordkorea                                                                                               |
| 2010 | 1.     | Golden-Grand-Prix in Baku                                 | Bantam         | vor Nariman Israpilow, Russland und Bessarion Gotschaschwili, Georgien |
| 2011 | 3.     | Golden-Grand-Prix in Krasnojarsk                          | Bantam         | hinter Dschamal Otarsultanow und Alexander Bogomojew, beide Russland |
| 2011 | 8.     | WM in Istanbul                                            | Bantam         | nach Siegen über Juri Ledenew, Ukraine, Ahmet Peker, Türkei und Bajaraagiin Naranbaatar, Mongolei und einer Niederlage gegen Nicholas Simmons, USA                                   |
| 2012 | 2.     | Olympia-Qualif.-Turnier in Astana                         | Bantam         | hinter Amit Kumar, Indien, vor Damdinbadsaryn Tsogtbaatar, Mongolei und Hong Xiaobin, China                                                                                          |
| 2012 | Bronze | OS in London                                              | Bantam         | nach Siegen über Kim Jin-cheol, Südkorea und Mihran Jaburjan, Armenien, einer Niederlage gegen Wladimer Chintschegaschwili, Georgien und einem Sieg über Radoslaw Welikow, Bulgarien |

## Japanische Meisterschaften
| Jahr | Platz | Gewichtsklasse | Ergebnisse                                                                    |
| 2007 | 3.    | Bantam         | hinter Tomohiro Matsunaga und Hideki Taoka                                    |
| 2008 | 1.    | Bantam         | vor Yasuhiro Inaba, Yasuhiro Morita und Seshito Shimizu                       |
| 2009 | 5.    | Bantam         | hinter Yasuhoro Inaba, Hideki Taoka, Fumikatsu Marishita und Kazuhito Tomioka |
| 2010 | 1.    | Bantam         | vor Tomohiro Matsunaga, Yasuhiro Inaba und Yasuhiro Morita                    |
| 2011 | 1.    | Bantam         | vor Yasuhiro Inaba, Yasuhiro Morita und Tomihiro Matsunaga                    |

## Erläuterungen
- alle Wettbewerbe im freien Stil
- OS = Olympische Spiele, WM = Weltmeisterschaft
- Bantamgewicht, Gewichtsklasse bis 55 kg Körpergewicht